# Бургер, Жак
Жак Бургер (англ. Jacques Burger; род. 29 июля 1983 года в Виндхуке, Намибия) — намибийский профессиональный регбист, выступавший за «Сарацинов» и сборную Намибии на позиции фланкера. Трижды участвовал в чемпионатах мира, при этом на двух из них был капитаном национальной команды. Считается наиболее успешным регбистом своей страны. Завершил профессиональную карьеру в 2016 году после сотрясения мозга, полученного в матче со сборной Грузии на чемпионате мира 2015.

## Ранние годы
Бургер родился и вырос в Виндхуке, столице Намибии, и до вызова в сборную в 2004 году работал продавцом мелких товаров. Через несколько лет, уже будучи восходящей звездой регби, он купил 14 тысяч акров земли в Стамприте, неподалёку от пустыни Калахари, где начал заниматься фермерством. В регби начал играть за любительский клуб «Виндхук Хай».

## Клубная карьера
Профессиональную карьеру Бургер начал в 2005 году в южноафриканской провинциальной команде «Грикуас», которая выступала в кубках Карри и Водаком. В 2006 году Жак попал в поле зрения французских клубов и перешёл в «Орийак», который сезоном ранее добился права выступать в Про Д2. Тем не менее уже через несколько месяцев после этого, сразу после своего дебюта на чемпионате мира, он подписал контракт с «Блю Буллз», к которым присоединился по завершении сезона 2007/08. Бургер провёл в ЮАР полтора сезона, за которые успел помочь команде выиграть Кубок Карри, а также дебютировать в Супер 14 за головной клуб «Буллз», который в том сезоне стал победителем турнира. Всего за «Буллз» Бургер сыграл два матча — выигранный с «Стормерз» и проигранный с «Хайлендерс». В самом конце 2009 года Жак присоединился к «Сарацинам».
В первый год в Англии Бургер сразу же стал важным игроком состава и был одним из тех, кто обеспечил команде первое в истории чемпионство в сезоне 2010/11. В решающем матче провёл на поле все 80 минут, а затем был признан игроком года в составе «Саррис». В матче против «Нортгемптон Сэйнтс» в феврале 2011 года регбист получил тяжелейшую травму ноги. У спортсмена ещё раньше были проблемы с правым коленом, однако именно в той игре сустав не выдержал. На чемпионате мира 2011 он играл через боль, что в конечном итоге ещё больше ухудшило ситуацию. Бургеру пришлось на полтора месяца отказаться от физических нагрузок на ногу, но тем не менее боль осталась. Жак перенёс две операции и полностью восстановился лишь спустя два года, хотя врачи не были уверены, что он сможет вернуться на свой прежний уровень. Несмотря на практически полное отсутствие игровой практики в 2012 году, в феврале 2013 года он подписал с клубом новый контракт.
Вернувшись в состав к сезону 2013/14 Бургер сумел показать, что не только не потерял форму, но и стал ещё лучше. Одно из самых сильных выступлений регбиста произошло в ноябре 2013 года в матче против «Эксетер Чифс». Тогда спортсмен совершил 36 захватов (по другим данным 34 или 37) за матч, побив рекорд турнира, установленный игроком «Лестер Тайгерс» Льюисом Муди (27 захватов). Спустя несколько месяцев в полуфинале Кубка Хейнекен против «Клермона» он практически повторил своё достижение, сделав 30 захватов. Кроме того, в том сезоне он занёс обе свои попытки за «Сарацинов» — в еврокубковом матче с «Цебре» и в игре 17 тура Премьер-лиги против «Харлекуинс».
В сезоне 2014/15 Жак оказался не менее полезным для команды, проведя 25 матчей во всех турнирах. Перед чемпионатом мира по регби 2015 Бургер объявил о завершении международной карьеры после завершения турнира и о возможной смене клуба по окончании сезона 2015/16. В конце апреля 2016 года завершил регбийную карьеру, не сыграв в финальных матчах Премьер-лиги и Кубка европейских чемпионов, в которых «Сарацины» одержали победы.

## Сборная Намибии

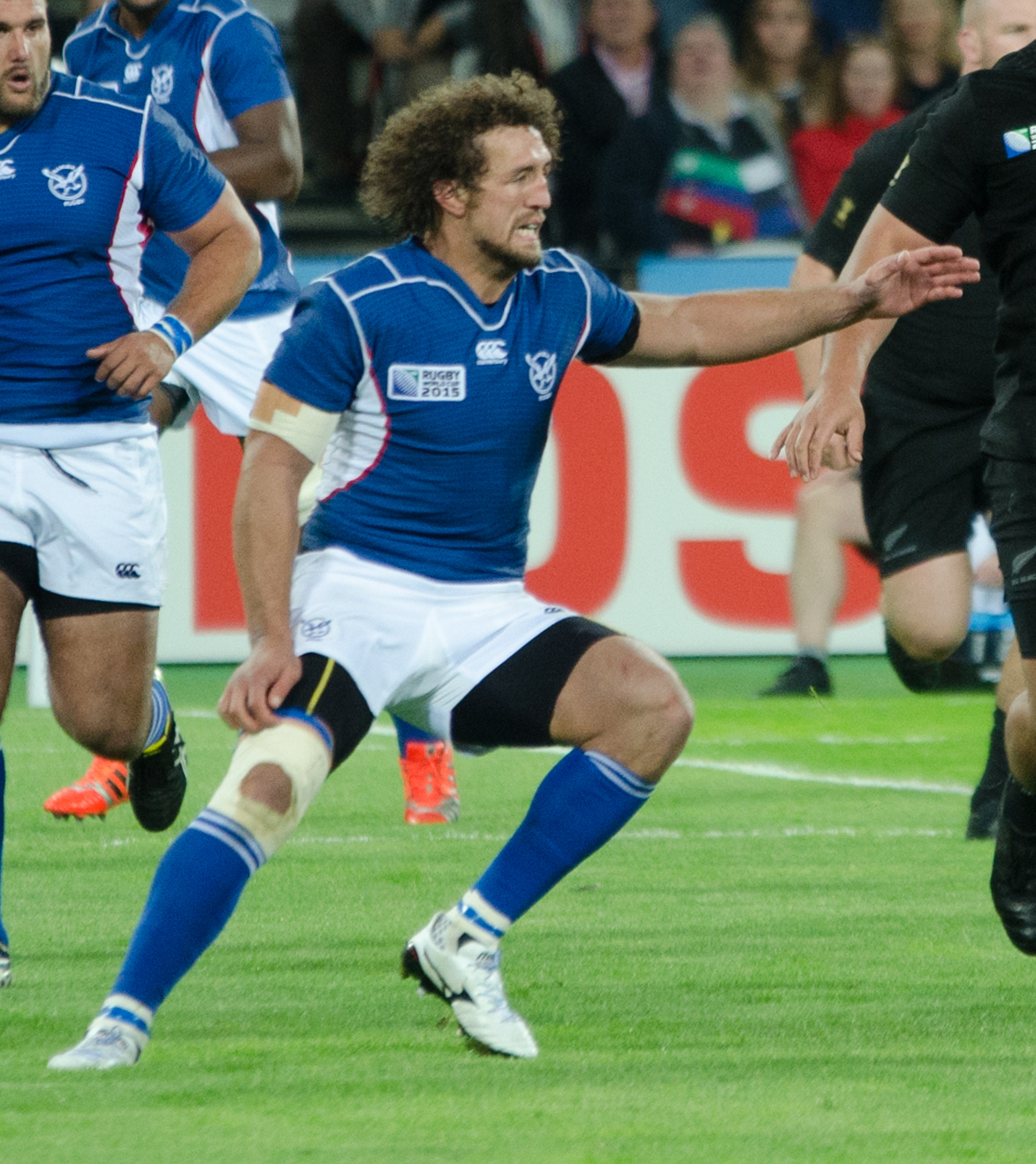
Жак Бургер в составе сборной, чемпионат мира по регби 2015.

Бургер дебютировал за сборную Намибии в 2004 году выигранном со счётом 52:10 матче со сборной Зимбабве. Первую попытку занёс сборной Марокко в октябре 2006 года, а в мае 2007 сделал дубль в матче с Замбией. В 2007 году попал на первый для себя чемпионат мира. На турнире игрок выходил на поле в стартовом составе во всех матчах (против Ирландии, Франции, Аргентины и Грузии, все проиграны), тогда же начал выступать на позиции фланкера, а не восьмого номера.
В 2009 году выиграл в составе «Вельвичий» свой первый трофей — Кубок Африки. Финальный матч против сборной Туниса стал финалом отбора к следующему чемпионату, уже в нём Бургер показал свои незаурядные способности в защите. Жак был назначен капитаном сборной на чемпионате мира 2011 и подходил к нему в статусе одного из наиболее заметных нападающих планеты. Несмотря на то что сборная, как и в прошлый раз, не сумела одержать побед, умения регбиста были оценены мировой общественностью. В четырёх матчах Бургер совершил 64 захвата и показал выдающуюся оборонительную игру, за что был удостоен попадания в официальную пятёрку лучших игроков турнира. После завершения чемпионата он был признан спортсменом года в Намибии.
После усугубления травмы колена регбист надолго выбыл из состава сборной и вернулся только в 2014 году. В перовом же после долгого перерыва матче он занёс попытку канадцам, а летом 2015 года поучаствовал в очередной победе «Вельвичий» в Кубке Африки. На чемпионате мира он вновь был капитаном сборной. Во втором матче турнира против сборной Тонга он сделал второй в своей карьере дубль. В следующей игре, где намибийцы встречались с Грузией, он уже на 9 минуте матча получил сотрясение мозга и покинул поле. По правилам World Rugby игрок, перенёсший сотрясение, не может выйти на поле менее чем через семь дней, поэтому для Бургера этот матч стал последним в составе сборной страны.

### Достижения
| Командные достижения - Сборная Намибии - Победитель Кубка наций: 2010; - Победитель Кубка Африки (2): 2009, 2015. - «Блю Буллз»/«Буллз» - Победитель Кубка Карри: 2009; - Победитель Супер 14: 2009. - «Сарацины» - Чемпион Англии (3): 2010/11, 2014/15, 2015/16; - Победитель Кубка европейских чемпионов: 2015/16; - Победитель Англо-валлийского кубка: 2014/15. | Индивидуальные достижения - Лучший игрок сезона 2010/11 в составе «Сарацинов»; - Пятёрка лучших игроков чемпионата мира 2011; - Спортсмен 2011 года в Намибии. |

## Стиль игры
Жак Бургер неоднократно признавался специалистами одним из самых «жёстких регбистов» мира. Его смелые и мощные захваты обеспечили спортсмену репутацию одного из лучших оборонительных игроков. Однако, несмотря на свою игру в силовой манере, Жак практически всегда боролся в рамках правил — за свою карьеру он получил только одну красную карточку. Наиболее показательными стали его выступления в сезоне 2013/14, когда он побил рекорд Премьер-лиги по количеству захватов в одном матче (36), а через несколько месяцев практически сумел его повторить, но уже в полуфинале Кубка Хейнекен (30).
За свою карьеру Жак Бургер получил более 60 травм, в том числе перелом руки, два перелома скуловой кости, многочисленные переломы рёбер, разрыв квадрицепса, пять переломов носа и несколько сотрясений мозга. Он перенёс десять операций, в том числе одну артроскопию плечевого сустава и четыре артроскопии коленного сустава.

## Вне регби
После завершения регбийной карьеры Бургер вернулся в Намибию, где вместе с женой и двумя детьми живёт на своём участке и занимается фермерством. Он поддерживает инициативу Giants Club, направленную на сохранение популяции африканских слонов.